# 上海庙镇
上海庙镇（汉语拼音字母：Sangqai-yin süm balgas），是中华人民共和国内蒙古自治区鄂尔多斯市鄂托克前旗下辖的一个乡镇级行政单位。

## 行政区划
上海庙镇下辖以下地区：
长城花园社区、上海庙社区、水泉子村、八一村、沙章图村、乌提嘎查、阿勒台嘎查、芒哈图嘎查、陶利嘎查、特布德嘎查、哈沙图嘎查、拜图嘎查和公乌素嘎查。